# Lepidodermella (buikharigen)
Lepidodermella is een geslacht van buikharigen uit de familie Chaetonotidae. De wetenschappelijke naam van het geslacht werd in 1830 voor het eerst geldig gepubliceerd door Charles H. Blake. Blake voerde de naam in als nomen novum voor Lepidoderma Zelinka, 1889. De naam Lepidoderma was al in 1856 door Reuss gebruikt voor een geslacht van zeeschorpioenen.

## Soorten[2]
- Lepidodermella acantholepida Suzuki, Makeda & Furuya, 2013
- Lepidodermella amazonica Kisielewski, 1991
- Lepidodermella aspidioformis Sudzuki, 1971
- Lepidodermella broa Kisielewski, 1991
- Lepidodermella forficulata Schwank, 1990 [sensu Schwank & Kånneby, 2014]
- Lepidodermella limogena Schrom, 1972
- Lepidodermella macrocephala d'Hondt, 1971
- Lepidodermella minor (Remane, 1936)
- Lepidodermella polaris Kolicka, Kotwicki & Dabert, 2018
- Lepidodermella serrata Sudzuki, 1971
- Lepidodermella spinifera Tretyakova, 1991
- Lepidodermella squamata (Dujardin, 1841)
- Lepidodermella tabulata (Preobrajenskaja, 1926)
- Lepidodermella triloba (Brunson, 1950)
- Lepidodermella zelinkai (Konsuloff, 1914)

### Synoniemen
- Lepidodermella limogenum Schrom, 1972 => Lepidodermella limogena Schrom, 1972
- Lepidodermella punctatum (Greuter, 1917) => Rhomballichthys punctatus (Greuter, 1917)
- Lepidodermella squamatum (Dujardin, 1941) => Lepidodermella squamata (Dujardin, 1841) (synonym)
- Lepidodermella trilobum Brunson, 1950 => Lepidodermella triloba (Brunson, 1950)